# Nopți albe (film din 1959)
Nopți albe (în rusă Белые ночи, transliterat: Belîe noci) este un film dramatic sovietic din 1959 regizat de Ivan Pîriev.

## Rezumat
Acțiunea filmului are loc la Sankt Petersburg într-o vară de la mijlocul secolului al XIX-lea. Un visător singuratic întâlnește o fată pe nume Nastenka, de care se îndrăgostește imediat. În fiecare noapte ei se plimbă împreună prin oraș. Se pare că visătorul și-a găsit sufletul pereche, dar un alt om apare în viața Nastenkăi.

## Distribuție
- Liudmila Marcenko — Nastenka
- Oleg Strijenov[5]
- Anatoli Fedorinov
- Svetlana Haritonova
- Iakov Belenki
- Evgheni Morgunov
- Vera Popova
- Ariadna Șenghelaia
- Irina Skobțeva
- I. Udras
- Serghei Troițki[6]

## Lansare
A fost lansat în anul 1960 și a avut parte de un mare succes comercial, fiind vizionat de 21,5 milioane de spectatori în cinematografele din Uniunea Sovietică.